# Xabier Benito
Xabier Benito Ziluaga (Bilbao, Vizcaya, 23 de mayo de 1988) es un trabajador social, activista y político español.
Actualmente es concejal del Ayuntamiento de Guecho y líder y portavoz del Grupo Municipal Podemos-IU-Equo-AV en el Ayuntamiento de Guecho.
Anteriormente fue diputado del Parlamento Europeo (2015-2019) y juntero en las Juntas Generales de Vizcaya (2019-2023).
Está casado con la política Paula Amieva.

## Biografía
Xabier Benito nació en Bilbao en 1988. Estudió en el colegio Privado del Opus Dei Gaztelueta y tras ello cursó Trabajo social en la Universidad de Deusto y se especializó con un máster en Intervención en Drogodependencias.
Tras titularse, trabajó durante 4 años en varias conocidas ONG de Euskadi, prestando funciones como educador social en distintos proyectos de intervención social con personas en exclusión social y/o con problemas de drogodependencias.

## Trayectoria política
La carrera política de Xabier Benito se inicia con la creación de Podemos en enero de 2014, tras el lanzamiento del manifiesto Mover Ficha.
En esa misma fecha impulsa, junto con otros militantes de Podemos, el círculo de Podemos-Ahal dugu Uribe Kosta. Este será uno de los 8 primeros círculos que se forman en Euskadi. Ante las primarias abiertas para las elecciones europeas de mayo de 2014, Xabier Benito es avalado por el círculo de Uribe Kosta para presentarse a las primarias. Su candidatura alcanza un exitoso 9º puesto en la lista que se presenta por Podemos.
Habiendo sido elegido por primarias abiertas, Xabier Benito hace las funciones de portavoz de Podemos - Ahal dugu Euskadi desde la campaña hasta la designación del primer órgano autonómico, impulsando otros espacios de Podemos como la comisión de prensa y redes o la coordinadora de círculos de Euskadi. Durante la asamblea de Vistalegre forma parte del equipo Sumando Podemos que finalmente no sale elegido.
En enero de 2015, ante los procesos de elección interna para el Consejo Ciudadano de Podemos Ahal dugu Euskadi impulsa junto con otras personas la candidatura Orain Ahal dugu! con un mensaje claro de defensa del derecho a decidir y de un modelo de organización participativo que tiene en cuenta el nivel provincial. Aunque animado a ello, Benito rechaza encabezar la candidatura para secretario general. Finalmente, y tras no salir elegida la candidatura que integra frente a la electa Euskal Hiria, entra a formar parte del Consejo Ciudadano de Euskadi, ocupando el Área de relaciones internacionales hasta la disolución del Consejo en noviembre de 2015.
El 25 de noviembre de 2015, tras el anuncio de renuncia de Pablo Iglesias a su acta como eurodiputado para presentarse a las elecciones generales, Benito cogió el acta como eurodiputado y promete su cargo "por imperativo legal" y "defender los derechos de los pueblos y su ciudadanía". Al día siguiente se anuncia su incorporación en el europarlamento.
Fue miembro titular de la Comisión de Energía, investigación e industria (ITRE) y de la Delegación para las relaciones con Mercosur (de la cual ocupa la vicepresidencia) y substituto de la Comisión de Presupuestos (BUDG).

## Vida personal
Está casado con la política Paula Amieva.